# Anna Ryžikovová
Anna Vasiljevna Ryžikovová, rozená Jaroščuková (ukrajinsky Анна Василівна Рижикова (Ярощук) ; * 24. listopadu 1989 Dnipro) je ukrajinská atletka, jejíž specializací je běh na 400 m překážek.

## Osobní rekordy
400 m překážek – 52,96 s – 4. července, Stockholm, 2021 – NR